# Dicranomyia (Dicranomyia) trituberculata ingloria
Dicranomyia (Dicranomyia) trituberculata ingloria is een ondersoort van de tweevleugelige Dicranomyia (Dicranomyia) trituberculata uit de familie steltmuggen (Limoniidae). De ondersoort komt voor in het Neotropisch gebied.